# NGC 5002
NGC 5002 هي مجرة حلزونية ماجلانية في كوكبة السلوقيان. اكتشف المجرة هاينريش دي آريست في عام 1865. تعرف أيضاً هذه المجرة بأسماء أخرى MCG 6-29-51 وPGC 45728 وUGC 8254.
وللمجرة قدر ظاهري 1.7 على 1.0.